# Mashonalandia
Mashonalandia es una región situada al norte de Zimbabue. Concentra casi la mitad de la población de Zimbabwe. La mayoría de sus habitantes son de etnia shona, mientras que los dialectos zezuru y korekore son los más comunes.
Actualmente, Mashonalandia está dividida en tres provincias:
- Mashonalandia Occidental
- Mashonalandia Central
- Mashonalandia Oriental

La capital de Zimbabue, Harare, una provincia en sí misma, se encuentra en su totalidad dentro de Mashonalandia. Tras Harare, la segunda ciudad en importancia es Chitungwiza.

## Historia
El 11 de febrero de 1890, un ultimátum británico exige la retirada inmediata de las tropas portuguesas establecidas en Mashonalandia y en la región de los macololos, en las cercanías del río Shire. Esta situación acabó definitivamente con el sueño portugués de concretar su proyecto expansionista del Mapa rosado (Mapa cor-de-rosa). 
- Datos: Q1640913
- Multimedia: Mashonaland / Q1640913